# Фесуново
Фесуново — колишній населений пункт в Кіровоградській області у складі Бобринецького району.

## Стислі відомості
В 1930-х роках — у складі Новомиколаївської сільської ради Бобринецького району Одеської області.
В часі Голодомору 1932—1933 років від нелюдської смерті у Фесуновому і Новомиколаївці померло не менше 14 людей.
Дата зникнення станом на березень 2023 року невідома.